# Liphistius desultor
Liphistius desultor és una espècie d'aranyes mesoteles, de la família dels lifístids (Liphistiidae). Fou descrita per primera vegada per J.C. Schiödte el 1849.
Aquesta espècie és endèmica de la península de Malàisia. Es troba a Penang, al Perak i al Kedah.

## Descripció
La femella holotip fa 28,2 mm i el mascle, 23,26 mm.